# Водозер'є
Водозе́р'є (рос. Водозерье, марій. Водозерье) — присілок у складі Кілемарського району Марій Ел, Росія. Входить до складу Кілемарського міського поселення.

## Населення
Населення — 178 осіб (2010; 68 у 2002).
Національний склад (станом на 2002 рік):
- росіяни — 90 %